# L'uomo che sussurrava ai cavalli (romanzo)
L'uomo che sussurrava ai cavalli (titolo orig. The Horse Whisperer) è un romanzo di Nicholas Evans pubblicato nel 1995. Il libro, che segnò il debutto dell'autore come romanziere, ottenne un grande successo, vendendo più di 15 milioni di copie. La storia racconta l'esperienza di Annie, una donna, di sua figlia Grace e di un uomo di nome Tom Booker.
Il romanzo fu trasposto nel celebre film omonimo L'uomo che sussurrava ai cavalli, diretto e interpretato da Robert Redford, con un finale differente.

## Trama
Il romanzo tratta la storia di Grace MacLean, una ragazzina che ha affrontato il trauma della perdita di un arto in seguito ad un incidente a cavallo in cui è morta la sua amica Judith.
La madre di Grace, Annie, celebre editor di una rivista americana, decide di rivolgersi ad un sussurratore, Tom Booker, un uomo noto per la sua capacità di comprendere e lenire i traumi dei cavalli.
Congedandosi temporaneamente dal lavoro Annie affronta un lungo viaggio verso lo stato del Montana, un territorio dalla selvaggia e maestosa bellezza dove risiede l'uomo che può aiutare il cavallo di Grace, Pilgrim, a riprendersi dallo spaventoso incidente che li ha coinvolti entrambi.
Raggiunto il ranch dei Booker nel Montana, Annie e Grace si immergono in un mondo dalle splendide e vaste pianure sperdute fra le montagne americane dove incontrano Tom Booker, l'uomo che sussurra ai cavalli. 
Tom decide di aiutare Annie e Grace riuscendo a ridare la serenità ad entrambe, che assistono alla guarigione dell'amato cavallo e riscoprono la gioia di trascorrere del tempo insieme.
Intanto fra Annie e Tom germoglia un forte sentimento d'amore e di passione che sarà la causa dell'estremo gesto di quest'ultimo il quale, sapendo di non poter avere un futuro insieme alla donna, porrà fine alla propria vita facendosi colpire dagli zoccoli di uno stallone selvaggio per salvare Grace.

## Edizioni italiane
- L'uomo che sussurrava ai cavalli, traduzione di Stefano Bortolussi, Collana Scala stranieri, Milano, Rizzoli, 1995, ISBN 978-88-176-7042-5. - Collana SuperBur n.226, Milano, BUR, 1997; a cura di P. Brengole e R. Zordan, Milano, Fabbri Editori, 1998, ISBN 978-88-451-7114-7; Collana Superpocket, 1999; Collana BurExtra, BUR, 2010, ISBN 978-88-170-4425-7.